# رجاء بن عمار
رجاء بن عمار (1954 - 2017) مخرجة مسرحية تونسية، توفيت يوم 4 أبريل 2017 وذلك خلال خضوعها لعملية جراحية على مستوى القلب
.

## مسيرتها
بدأت رجاء بن عمار مسيرتها في أواخر الستينات بالمسرح المدرسي والجامعي، وكانت من الذين جدّدوا المسرح التّونسي، مع جليلة بكار. سنة 1980 أسّست مسرح فو مع المسرحي منصف الصائم. ثمّ استقرّا منذ منتصف التسعينات بفضاء مدار بقرطاج.

كانت من أوائل مؤسّسي تجربة الرّقص المسرحي في تونس من خلال التربصات والمهرجانات المسرحية التي كانت تنظمها.

## أعمالها
من أهمّ أعمالها:
- ساكن في حي السيٌدة(1989)
- الحلفاوين(1990)
- بياع الهوى(1995)
- هوى وطني(2005)
- وراء السكٌة
- فاوست
- نافذة على جنّاته

## وصلات خارجية
- رجاء بن عمار على موقع IMDb (الإنجليزية)